# 韦尔唐博
韦尔唐博（法語：Vertamboz，法語發音：[vɛʁtɑ̃bo]）是法国汝拉省的一个市镇，属于隆斯勒索涅区。 

## 地理
韦尔唐博（46°35'45"N, 5°44'29"E）面积6.66 平方千米，位于法国勃艮第-弗朗什-孔泰大區汝拉省，该省份为法国东部内陆省份，北起上索恩省，西北接科多尔省，西临索恩-卢瓦尔省，南至安省，东与杜省和瑞士接壤。
与韦尔唐博接壤的市镇（或旧市镇、城区）包括：沙雷济耶、克莱尔沃莱拉克、布瓦西亚、科尼亞、帕托尔奈、于克塞勒。

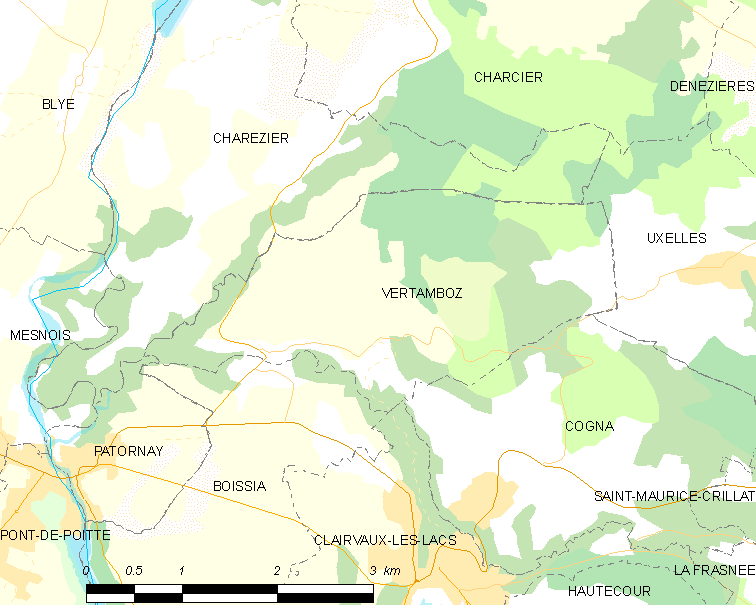
韦尔唐博的OSM定位图

韦尔唐博的时区为UTC+01:00、UTC+02:00（夏令时）。

## 行政
韦尔唐博的邮政编码为39130，INSEE市镇编码为39556。

## 政治
韦尔唐博所属的省级选区为圣洛朗昂格朗沃县。

## 人口

1962-2008年间韦尔唐博人口变化图示

韦尔唐博于2022年1月1日时的人口数量为87人。